# Moisè Maldacea
Moisè Maldacea (Foggia, 16 aprile 1822 – Bari, 21 marzo 1898) è stato un patriota e militare italiano.

## Biografia
Moisè Maldacea nacque a Foggia il 16 aprile 1822. A 17 anni si arruolò nel IV Reggimento "Principessa" dell'esercito borbonico, divenendo sottufficiale. Disertò e aderì in seguito alla "Giovine Italia", rischiando la fucilazione per cospirazione. Combatté al fianco di Giuseppe Garibaldi a Varese nel 1859. Nel maggio del 1860 era ancora al fianco di Garibaldi a Quarto per prendere parte alla spedizione dei Mille. Fu ferito a Calatafimi il 15 maggio 1860; una volta ristabilitosi, fu tra i più valorosi combattenti a Milazzo e al Volturno, ricevendo la medaglia d'argento al valor militare nonché le congratulazioni personali di Giuseppe Garibaldi. Successivamente passò nel regio esercito e si congedò con il grado di tenente colonnello, trasferendosi con la famiglia a Bari.
Morì a Bari il 21 marzo 1898.
Nell'elenco ufficiale dei partecipanti all'impresa dei Mille, pubblicato sulla Gazzetta Ufficiale del Regno d'Italia del 12 novembre 1878, lo si trova al numero 578.